# Windmühle Lintig

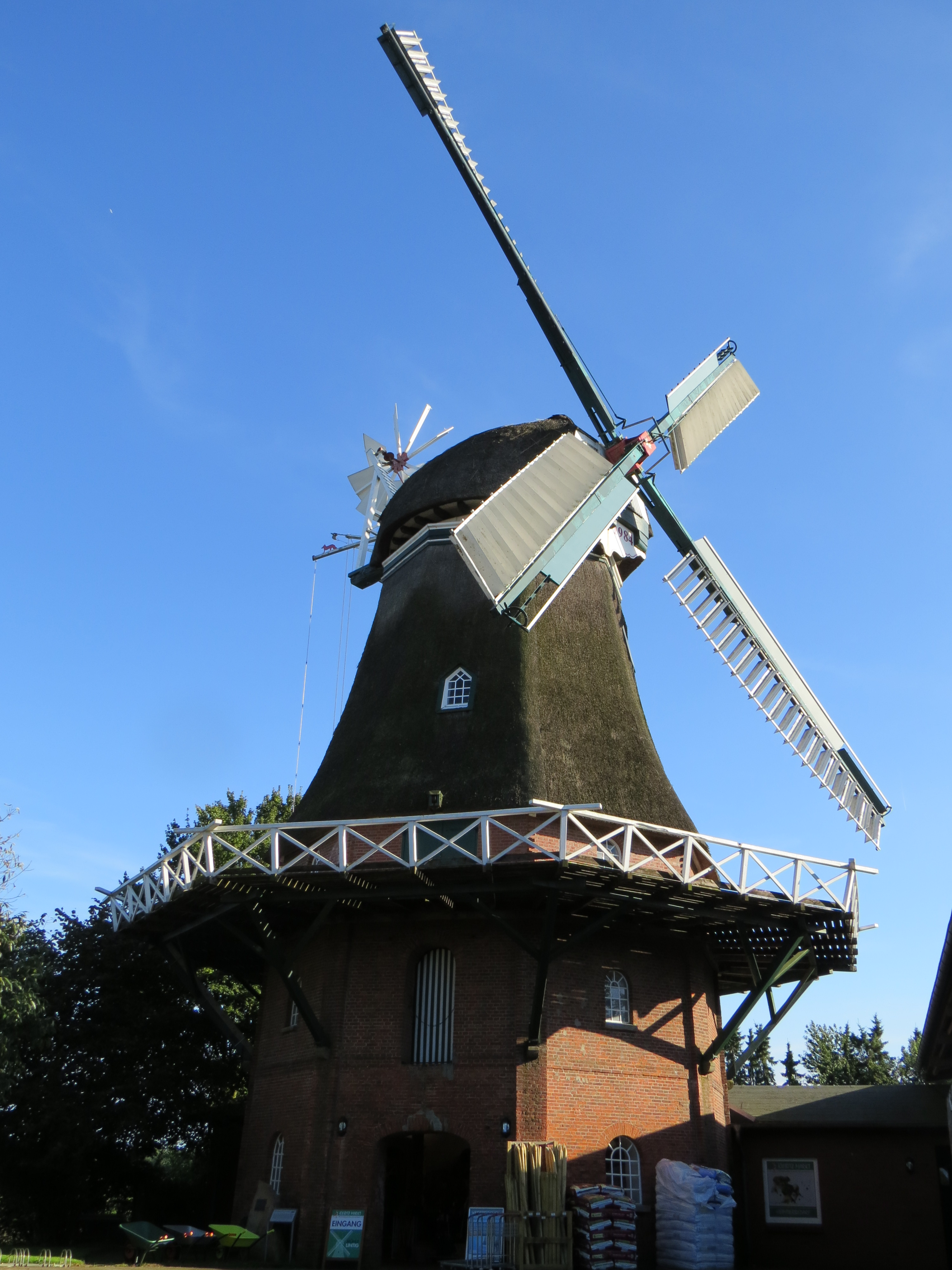
Mühle Lintig

Die Windmühle Lintig in Lintig, Lintiger Straße 48, steht in Niedersachsen unter Denkmalschutz und ist in der Liste der Baudenkmale in Geestland enthalten.

## Geschichte
Lintig ist ein bäuerliches Dorf mit im Kern um die 600 Einwohner. Der Ort ist heute eine Ortschaft der Stadt Geestland, nordöstlich von Bremerhaven.
Die Windmühle wurde 1872 als Galerieholländer-Mühle mit Windrose vom Mühlenbaumeister Friedrich Müller aus Bremervörde erbaut; 1873 folgte das Müllerhaus mit Schweinestall. 1911 erlitten Flügel und Kappe schwere Windschäden, die Kappe wurde erst 1920 repariert und zum Teil ersetzt. 1963 erhielt die Mühle eine neue Flügelspitze, 1964 eine neue Galerie und 1966 zwei neue Flügel. 1976 gab es erneut heftige Windschäden.
1982 brannte die Mühle getroffen durch einen Blitz total nieder. Sie wurde bis 1984 mit den Teilen der Bramstedter Mühle von 1871 wieder aufgebaut. 2003 wurden die Flügel mit Jalousien aus Aluminiumblech erneuert und 2008 die Windrose.
Die funktionstüchtige Mühle produziert Futter und kann täglich besichtigt werden. Sie ist die Station 15 auf der Niedersächsischen Mühlenstraße. Der Mühlenverein Lintig wurde 1984 gegründet.